# کرسیمیر زوبک
کرسیمیر زوبک (انگلیسی: Krešimir Zubak؛ زادهٔ ۲۵ ژانویهٔ ۱۹۴۷) سیاست‌مدار اهل بوسنی و هرزگوین است.